# Vanellus gregarius

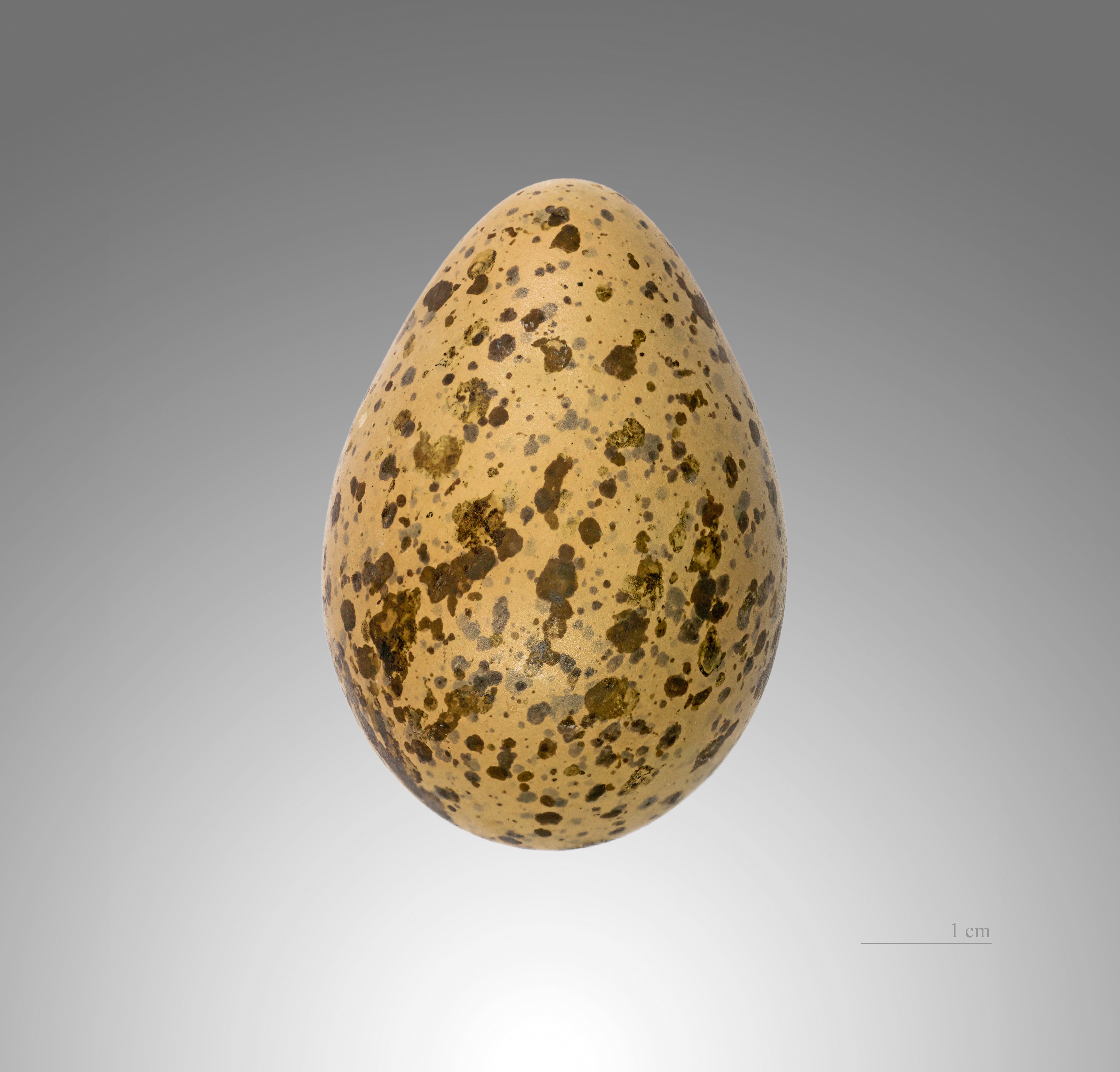
Vanellus gregarius

Vanellus gregarius là một loài chim trong họ Charadriidae.